# Aimery Ier de Rochechouart
Aimery Ier de Rochechouart, un seigneur du Moyen Âge, fut le premier vicomte de Rochechouart.

## Biographie
Quatrième fils de Géraud de Limoges et Rothilde de Brosse, Aimery Ier de Rochechouart est le fondateur de la dynastie de Rochechouart, l'actuelle branche aînée de la Maison de Limoges.
Alors que ses trois frères étaient appelés à diriger la Vicomté de Limoges, il se rallia au roi Lothaire, alors engagé dans une rude guerre contre l'empereur Otton II pour lui reprendre la Lorraine. Il combattit jusqu'à la mort du roi et l'avènement de son fils, Louis V le Fainéant, le dernier roi Carolingien.
Il retourna alors dans le Limousin avec la réputation d'un valeureux guerrier qui lui valut le surnom d'Ostofrancus pour avoir longtemps combattu les Germains et les Francs dans l'est de la France. La naissance princière d'Aimery-Ostofrancus, sa haute position comme fils du vicomte de Limoges et la réputation qu'il s'était acquise par les armes lui procurèrent bientôt un grand mariage.
Une riche héritière lui accorda sa main. Elle se nommait Ava et était la fille unique de Guillaume, comte d'Angoulême, qui fut investi par Guillaume IV, duc d'Aquitaine, des vicomtés de Melle, d'Aunay et de Rochechouart. Cette dernière échut en dot à la femme d'Aimery de Limoges, lequel prit, selon l'usage, le nom de Rochechouart et les armes de cette seigneurie furent peintes sur sa bannière et son écusson.
Aimery devint alors le premier vicomte de Rochechouart. Ses descendants ont poursuivi jusqu'à aujourd'hui la lignée de la maison de Rochechouart.